# Merindade

Merindades de Navarra.

Merindade (em espanhol merindad) foi uma região administrativa desde o século XII nos reinos de Castela e de Navarra. Eram governadas pelos merinos, escolhidos pelo rei. Assim as merindades estavam sob o poder do rei e não sob o poder dos duques e dos condes.

## As merindades hoje
Hoje ainda há merindades nas províncias de Navarra, Cantábria e Biscaia cerca de cidades principais.